# Савков, Николай Михайлович
Николай Михайлович Савков (1891—1965) — русский офицер, герой Первой мировой войны, участник Белого движения.

## Биография
Из потомственных дворян. Уроженец Орловской губернии.
Окончил Орловский Бахтина кадетский корпус (1908) и Киевское военное училище (1910), откуда выпущен был подпоручиком в 10-й пехотный Новоингерманландский полк. Произведен в поручики 15 декабря 1913 года.
С началом Первой мировой войны был переведен в 226-й пехотный Землянский полк. 25 февраля 1916 года переведен в 33-е броневое автомобильное отделение. Произведен в штабс-капитаны 21 марта 1916 года. 1 февраля 1917 года переведен в 8-й броневой автомобильный дивизион. Произведен в капитаны 29 сентября 1917 года. В том же году приказами по 8-й армии был награждён орденом Св. Георгия 4-й степени и Георгиевским оружием.
В Гражданскую войну участвовал в Белом движении на Юге России в составе бронированного автомобильного дивизиона.
В эмиграции во Франции, жил в Париже. Состоял членом Объединения автоброневиков. Скончался в 1965 году. Похоронен на кладбище Сент-Женевьев-де-Буа.

## Награды
- Орден Святой Анны 4-й ст. с надписью «за храбрость» (ВП 4.04.1915)
- Орден Святого Владимира 4-й ст. с мечами и бантом (ВП 13.05.1915)
- Орден Святого Станислава 3-й ст. с мечами и бантом (ВП 1.10.1915)
- Орден Святой Анны 3-й ст. с мечами и бантом (ВП 10.01.1916)
- Орден Святого Георгия 4-й ст. (Приказ по 8-й армии от 6 сентября 1917 года, № 2859)
- Георгиевское оружие (Приказ по 8-й армии от 19 декабря 1917 года, № 3216)